# Інститут патології хребта та суглобів імені Михайла Ситенка НАМН України
Державна установа «Інститут патології хребта та суглобів імені професора М. І. Ситенка Національної академії медичних наук України» — науково-дослідний медичний заклад у Харкові.

## Історія інституту

### Заснування
Інститут засновано у 1907 році. Пройшов шлях від маленької закритої вузькоспеціалізованої лікарні до одного з найзначніших в Україні медичних закладів, який є академічним науково-організаційним центром країни в галузі ортопедії та травматології.
1907 року в Харкові відповідно до ухвали з'їзду фахівців гірничої промисловості Півдня Росії було створено Медико-механічний інститут, директором якого призначили Карла Веґнера. В інституті вперше в Російській імперії були застосовані прогресивні методики лікування переломів кісток — постійне скелетне витягнення і заглибний остеосинтез.
1920 року інститут перейшов у підпорядкування Народного комісаріату охорони здоров'я України під назвою Перший державний український медико-механічний інститут.
1925 року його реорганізували в Український клінічний інститут ортопедії та травматології.
1926 року, після від'їзду Карла Веґнера до Москви, інститут очолив професор Михайло Ситенко. Під керівництвом М. І. Ситенка та за його безпосередньою участю розроблено прогресивні на той час методики лікування вогнепальних поранень опорно-рухової системи, створено нові конструкції лікувальних протезів і транспортних іммобілізаційних шин, впроваджено в практику низку оригінальних оперативних методів, конструкцій ортопедичних апаратів і систем постійного скелетного витягнення. З ініціативи М. І. Ситенка в Україні було створено унікальну систему ортопедо-травматологічної та протезно-ортопедичної допомоги населенню, яка стала основою для інших регіонів СРСР. У 1926 році також було засновано бібліотеку Інституту, яка має статус наукової та налічувала 38 574 примірників станом на 2003 рік. 

Ситенко Михайло Іванович

У 1927 році М.І. Ситенко заснував журнал "Ортопедия, травматология и протезирование", який зараз є офіційним виданням Української асоціації ортопедів-травматологів.

### 1940-1943 роки
1940 року, після смерті М. І. Ситенка, інституту надали його ім'я.
З початком Німецько-радянської війни на базі інституту створили евакогоспіталь № 3348, який у вересні 1941 року евакуювали до Новосибірська. За короткий час співробітникам інституту вдалося зробити його одним із найкращих, до якого направляли виключно важкопоранених з ушкодженнями опорно-рухової системи.
У вересні 1943 року після визволення Харкова інститут поновив діяльність як Український науково-дослідний інститут ортопедії та травматології імені Михайла Ситенка. Його директором було призначено професора Миколу Новаченка, під керівництвом якого продовжилася плідна теоретична та практична робота.

### 1965-1996 роки
У 1965—1996 роках інститут очолював заслужений діяч науки і техніки України, академік НАН і АМН України, академік РАМН Олексій Корж. Під його керівництвом обґрунтовано, розроблено та впроваджено низку хірургічних втручань: реконструкція грудної клітки при тяжкій стадії сколіозу, трансплантація головки стегнової кістки, реконструкція кульшового суглоба при вродженому вивиху стегна і деформівному коксартрозі, сучасні методики використання кісткових і керамічних алотрансплантатів. Вперше в СРСР академік Корж запропонував і впровадив експрес-протезування на операційному столі після ампутації кінцівки.

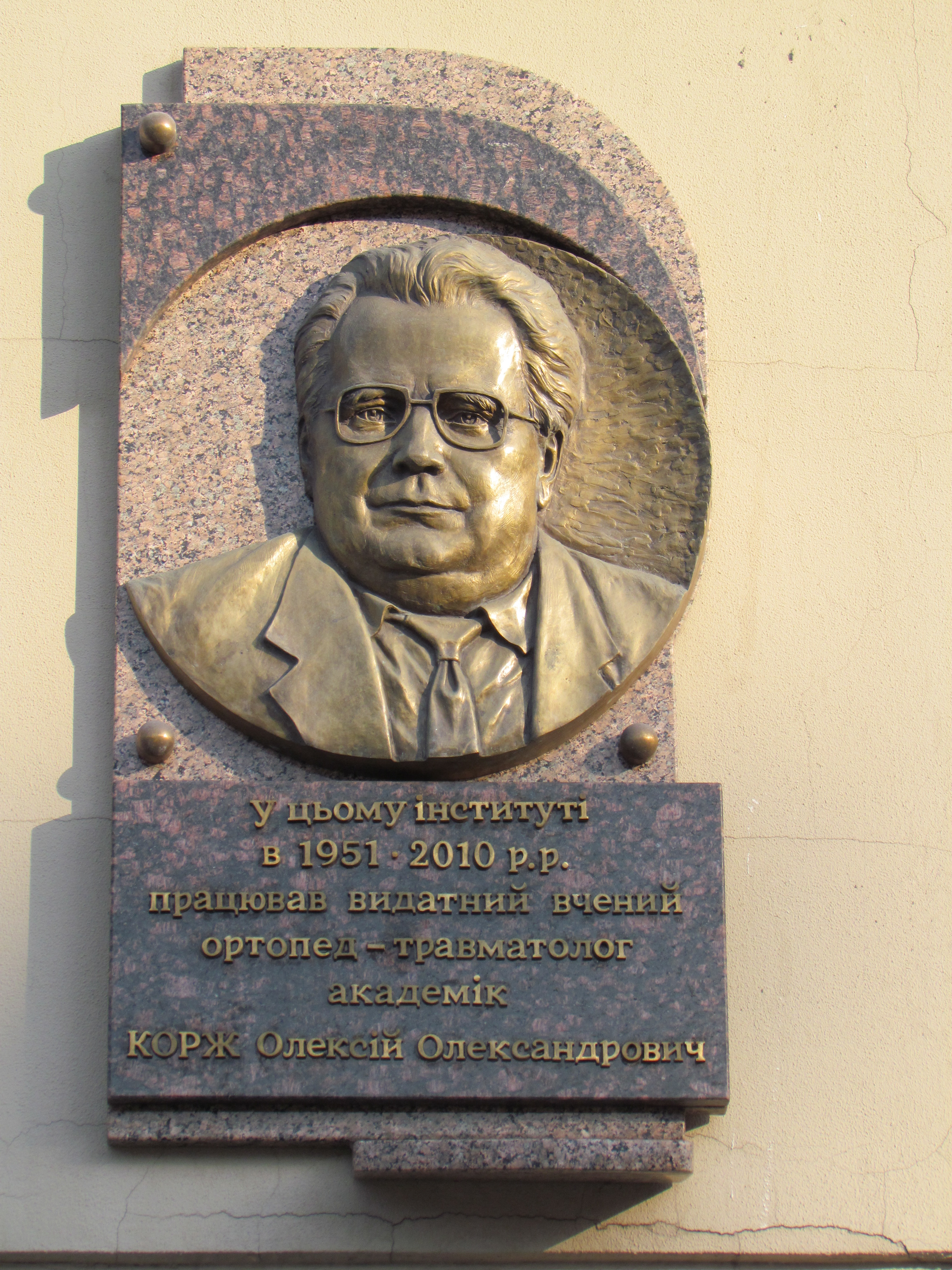
Пам'ятна дошка, присвячена Коржу О.О.

З вересня 1996 року Інститут очолював доктор медичних наук, професор, заслужений діяч науки і техніки України, завідувач кафедри травматології, ортопедії та комбустіології Харківської медичної академії післядипломної освіти Микола Олексійович Корж. 

### Сучасність
У 2000 році інститут увійшов до складу Академії медичних наук України і одержав назву Інститут патології хребта та суглобів імені Михайла Ситенка АМН України. Від 2007 року це Державна установа «Інститут патології хребта та суглобів імені професора М. І. Ситенка НАМН України».
У вересні 2023 року директором Інституту обрано доктора медичних наук, генерального секретаря European Hip Society, Бондаренко Станіслава Євгеновича.

## Структура Інституту

### Клінічні підрозділи
- Відділення ортопедичної артрології та ендопротезування
- Відділення вертебрології
- Відділення невідкладної травматології та відновної хірургії
- Відділення анестезіології та інтенсивної терапії з операційним блоком
- Відділення екстреної травматологічної допомоги з приймальним відділенням]
- Відділення фізіотерапії
- Відділення трансплантології системи опори та руху
- Відділення переливання крові
- Відділення відновного лікування
- Рентгенвідділення
- Лабораторія клінічної діагностики
- Консультативно-діагностичне відділення

### Наукові підрозділи
- Лабораторія морфології сполучної тканини
- Лабораторія біомеханіки
- Відділ експериментального моделювання і трансплантології з експериментально-біологічної клінікою
- Лаборатория ортезування та біоматеріалів
- Відділ функціональної діагностики і патофізіології
- Відділ консервативного лікування та клінічних випробувань
- Комітет з біоетики
- Відділ науково-медичної інформації
- Науково-організаційний відділ
- Редакційно-видавнича група

Крім лікувальної та наукової роботи у Інституті відбувається постійна підготовка медичних кадрів вищої кваліфікації у рамках навчання у аспірантурі, докторантурі, стажування або курсів інформації з ортопедії та травматології.
У Інституті постійно діють навчальні програми для підвищення кваліфікації лікарів ортопедів-травматологів (близько 18 курсів інформації та стажувань) та курси для середнього медичного персоналу.
Крім того тривалий час діє спеціалізована вчена рада за спеціальністю 222 «Медицина» (Травматологія і ортопедія) та відбувається підготовка докторів наук у рамках навчання у докторантурі.